# Aminoàcids essencials en la dieta vegetal
Els aminoàcids essencials (AE) són aminoàcids que es necessiten per construir proteïnes en un organisme. La font dels AE complets és tant animal com vegetal.

## Aminoàcids essencials en l'alimentació amb vegetals
Aminoàcids essencials (AE) són aminoàcids que són necessaris per a construir les proteïnes d'un organisme, però que no poden ser sintetitzats pel propi organisme i que, per tant, han de ser proporcionats per la dieta. En el cas dels humans, hi ha 9 AE: histidina, isoleucina, leucina, lisina, metionina, fenilalanina, treonina, triptòfan i valina.
Les fonts d'AE complets són tant aliments d'origen animal com aliments Plantes. El contingut d'AE de les plantes varia perquè hi ha una gran varietat de plantes. Mirant el contingut d'AE dels aliments, En general, les plantes tenen un contingut de proteïnes molt menor que els aliments d'origen animal. Alguns aliments d'origen vegetal no contenen una gran quantitat d'AE, per exemple: certs gèrmens, mango, pinya, llima i meló. Els aliments rics en proteïnes són tot tipus de fruits secs, llavors, mongetes i pèsols. La composició dels AE en determinats aliments vegetals, així com les aportacions nutricionals recomanades (ANR) es mostren a la taula següent.
|                                            | Histidina | Isoleucina | Leucina | Lisina | Metionina + Cisteïna | Fenilalanina + tirosina | Treonina | Triptòfan | Valina | EAA totals feliç |
| ------------------------------------------ | --------- | ---------- | ------- | ------ | -------------------- | ----------------------- | -------- | --------- | ------ | ---------------- |
| QIDR                                       | 700       | 1400       | 2730    | 2100   | 1050                 | 1750                    | 1050     | 280       | 1820   | 12880            |
| Pollastre, pit, cru                        | 839       | 1104       | 1861    | 2163   | 821                  | 1718                    | 1009     | 283       | 1165   | 10963            |
| Soja, llavors madures, crues               | 1097      | 1971       | 3309    | 2706   | 1202                 | 3661                    | 1766     | 591       | 2029   | 18332            |
| Anacards, crus                             | 456       | 789        | 1472    | 928    | 755                  | 1459                    | 688      | 287       | 1094   | 7928             |
| Carabassa i llavors de carabassa, torrades | 770       | 1265       | 2388    | 1220   | 922                  | 2790                    | 985      | 569       | 1559   | 12468            |
| Mongetes, llavors madures, crues           | 650       | 1031       | 1865    | 1603   | 605                  | 1921                    | 983      | 277       | 1222   | 10157            |
| Pèsols, llavors madures, crus              | 586       | 983        | 1680    | 1771   | 468                  | 1669                    | 813      | 159       | 1035   | 9164             |
| Quínoa, crua                               | 407       | 504        | 840     | 766    | 512                  | 860                     | 421      | 167       | 594    | 5071             |
| Blat dur, durum.                           | 322       | 533        | 934     | 303    | 507                  | 1038                    | 366      | 176       | 594    | 4773             |
| Arròs, blanc, cru                          | 153       | 281        | 538     | 235    | 286                  | 565                     | 233      | 75        | 397    | 2763             |
| Tofu, cru, regular                         | 221       | 435        | 713     | 452    | 137                  | 787                     | 402      | 120       | 446    | 3713             |
| Algues, espirulina, seques                 | 1080      | 3210       | 4950    | 3020   | 1812                 | 5360                    | 2970     | 929       | 3510   | 26841            |

S'ha escollit 1el pollastre perquè és l'aliment d'origen animal més consumit i té una de les quantitats més altes d'AE entre els aliments d'origen animal.
La La soja té el contingut més alt d'AE de tots els aliments. L'espirulina és un suplement que conté la següent quantitat més alta d’AE. Un altre factor important és la composició dels AE. Com podem veure, la quantitat d'alguns AE és menor. Per exemple, les llavors de carabassa malgrat un alt contingut total d'AE tenen un baix contingut de lisina. Un bon indicador és el resultat de càlcular la porció d'aliment que compleix amb el requisit de l'OMS de la ingesta d'AEs. La taula següent mostra la porció més petita d'aliment necessària per a proporcionar tots els AE d’acord amb la QIDR per a cada AE per separat.
| Pollastre | Faves de soja | Anacards | Llavors de carabassa | Mongetes | Pèsols | Quínoa | Blat  | Arròs | Tofu  |
| --------- | ------------- | -------- | -------------------- | -------- | ------ | ------ | ----- | ----- | ----- |
| 156 g     | 90 g          | 226 g    | 172 g                | 173 g    | 224 g  | 325 g  | 693 g | 893 g | 766 g |

La La soja és l’aliment que proporciona proteïnes completes en una porció més petita d’aliment, més petita que molts aliments d'origen animal. Les porcions de menjar de fruits secs, llavors, fesols i pèsols són més grans que una de pollastre, i en el cas de l'arròs, la porció és simplement poc pràctica; el que ja se sabia és que els cereals no són la principal font de proteïnes.